# Gorazd Štangelj
Gorazd Štangelj, slovenski kolesar, * 27. januar 1973, Novo mesto.
Gorazd Štangelj je za Slovenijo nastopil na Poletnih olimpijskih igrah 2004 v Atenah, kjer je nastopil v individualni konkurenci in v kronometru. V individualni konkurenci je osvojil 43., v kronometru pa 35. mesto. Leta 2000 je prejel dvotedensko prepoved tekmovanja zaradi dopinga.

## Pomembnejša tekmovanja

### Tritedenske etapne dirke
| Grand Tour        | 1999 | 2000 | 2001 | 2002 | 2003 | 2004 | 2005 | 2006 | 2007 | 2008 | 2009 | 2010 | 2011 |
| ----------------- | ---- | ---- | ---- | ---- | ---- | ---- | ---- | ---- | ---- | ---- | ---- | ---- | ---- |
| Dirka po Italiji  | DNF  | —    | 72   | DNF  | —    | 94   | 67   | 59   | 78   | —    | 96   | 92   | 86   |
| Dirka po Franciji | —    | —    | —    | —    | —    | —    | 87   | —    | —    | —    | —    | —    | —    |
| Dirka po Španiji  | —    | —    | —    | 74   | —    | —    | —    | —    | —    | 109  | —    | —    | —    |